# Lucia Antony
Lucia Regina Antony (Manaus, 1 de setembro de 1959) é uma política brasileira.
Como líder estudantil, participou do movimento Diretas Já e da luta da meia passagem de ônibus para estudantes na década de 1980. Formou-se em odontologia pela Universidade Federal do Amazonas (UFAM). Foi diretora do Sindicato dos Odontólogos e presidente do Sindsaúde do Amazonas. Presidiu a União de Mulheres de Manaus, responsável pela luta para implantar creches nas empresas.
Filiada ao Partido Comunista do Brasil (PCdoB), elegeu-se vereadora com 3 387 votos, em 2004 e reelegeu-se em 2008. Apresentou o projeto de criação do Parque dos Orixás, como forma de valorizar a memória afrodescendente em Manaus e defendeu a criação de políticas públicas voltadas para a população indígena. Também combateu a privatização do patrimônio público.
Em 2012, tentou um terceiro mandato na Câmara, mas não conseguiu se reeleger.
Recebeu em 2016 o Diploma Bertha Lutz.
Em setembro de 2018, criticou o candidato a presidência da República Jair Bolsonaro pelas suas posturas.
Se candidatou para governadora do estado do Amazonas nas eleições 2018 e ficou em 5º lugar com 1,49%.